# Cholet-Pays de Loire 2000
La Cholet-Pays de Loire 2000, ventitreesima edizione della corsa e valida come evento del circuito UCI categoria 1.2, fu disputata il 19 marzo 2000 su un percorso di 200 km. Fu vinta dal tedesco Jens Voigt che giunse al traguardo con il tempo di 4h52'13" alla media di 41,065 km/h.
Al traguardo 73 ciclisti portarono a termine il percorso.

## Ordine d'arrivo (Top 10)
| Pos. | Corridore         | Squadra         | Tempo    |
| ---- | ----------------- | --------------- | -------- |
| 1    | Jens Voigt        | Crédit Agricole | 4h52'13" |
| 2    | David Moncoutié   | Cofidis         | s.t.     |
| 3    | Henrick Van Dijck | Palmans         | a 28"    |
| 4    | Damien Nazon      | Bonjour         | s.t.     |
| 5    | Stuart O'Grady    | Crédit Agricole | s.t.     |
| 6    | Danny Jonasson    | Team Fakta      | s.t.     |
| 7    | Sébastien Hinault | Crédit Agricole | s.t.     |
| 8    | Anthony Morin     | Crédit Agricole | s.t.     |
| 9    | Laurent Brochard  | Jean Delatour   | s.t.     |
| 10   | Wim Feys          | Palmans         | s.t.     |